# The G-Files
Albums de Warren G
In the Mid-Nite Hour
(2005) Regulate... G Funk Era, Pt. II
(2015)
Singles
1. Ringtone
Sortie : 8 juin 2008
2. Crush
Sortie : 27 juillet 2008

The G Files est le sixième album studio de Warren G, sorti le 29 septembre 2009. 
Warren G est accompagné d'autres artistes tels que Snoop Dogg, Nate Dogg, Bishop Lamont, Paul Wall, Lil Keke et le batteur Travis Barker du groupe Blink-182.

## Liste des pistes
| No  | Titre                                                  | Contient un (des) sample(s) de | Durée |
| --- | ------------------------------------------------------ | ------------------------------ | ----- |
| 1.  | Intro                                                  |                                | 0:37  |
| 2.  | West Is Back (featuring Halla et Mr. Lucc)             |                                | 3:19  |
| 3.  | True Star (featuring: BJ)                              |                                | 2:55  |
| 4.  | Let's Get High (featuring Travis Barker et Black Nicc) |                                | 4:05  |
| 5.  | 100 Miles and Runnin' (featuring Raekwon et Nate Dogg) |                                | 3:23  |
| 6.  | Skate Skate (featuring Halla)                          | Runaway Love de Linda Clifford | 3:18  |
| 7.  | Drinks Ain't Free                                      |                                | 3:32  |
| 8.  | Swagger Rich (featuring Snoop Dogg et Cassie Davis)    |                                | 3:30  |
| 9.  | Suicide (featuring RBX)                                |                                | 4:15  |
| 10. | Masquerade (featuring Halla et Mr. Lucc)               |                                | 4:30  |
| 11. | Hold On                                                |                                | 3:39  |
| 12. | What's Wrong (featuring Black Nicc et Halla)           |                                | 3:51  |
| 13. | Ringtone                                               |                                | 4:38  |
| 14. | Crush (featuring Ray J)                                |                                | 4:04  |